# Rob Jilisen
Rob Jilisen (Vianen, 2 december 1975) is een voormalig Nederlands voetballer die tussen 1994 en 1996 uitkwam voor VVV. Hij speelde bij voorkeur als vleugelspeler.

## Loopbaan
Jilisen maakte in 1989 de overstap van amateurclub Vianen Vooruit naar de jeugdopleiding van VVV. In het seizoen 1994/95 werd de Brabander door trainer Remy Reijnierse als amateur toegevoegd aan de selectie van het eerste elftal. Op 27 augustus 1994 maakte hij als invaller voor Roger Polman zijn competitiedebuut namens VVV in een met 3-4 gewonnen uitwedstrijd bij FC Den Bosch. Het daaropvolgende seizoen deed de nieuw aangestelde VVV-trainer Jan Versleijen geen beroep meer op hem. Jilisen kreeg geen profcontract aangeboden bij VVV en kwam nadien nog uit voor de amateurs van De Treffers en Vitesse '08. In 2009 verkaste hij naar vv De Zwaluw, eerst als speler en later als jeugdtrainer.

## Statistieken
| Seizoen         | Club            | Competitie      | Competitie | Competitie | Beker | Beker | Nacompetitie | Nacompetitie | Totaal | Totaal |
| Seizoen         | Club            | Competitie      | Wed.       | Dlp.       | Wed.  | Dlp.  | Wed.         | Dlp.         | Wed.   | Dlp.   |
| --------------- | --------------- | --------------- | ---------- | ---------- | ----- | ----- | ------------ | ------------ | ------ | ------ |
| 1994/95         | VVV             | Eerste divisie  | 9          | 0          | 2     | 0     | 1            | 0            | 12     | 0      |
| 1995/96         | VVV             | Eerste divisie  | 0          | 0          | 0     | 0     | 0            | 0            | 0      | 0      |
| Carrière totaal | Carrière totaal | Carrière totaal | 9          | 0          | 2     | 0     | 1            | 0            | 12     | 0      |